# Aculops lycopersici
Aculops lycopersici är en spindeldjursart som först beskrevs av A. M. Massee 1937.  Aculops lycopersici ingår i släktet Aculops och familjen Eriophyidae. Inga underarter finns listade i Catalogue of Life.